# Miss Thang
Miss Thang è il primo album discografico in studio della cantante statunitense Monica, pubblicato nel 1995.

## Tracce
1. Miss Thang – 3:52
2. Don't Take It Personal (Just One of Dem Days) – 4:18
3. Like This and Like That (featuring Mr. Malik) – 4:41
4. Get Down – 4:22
5. With You – 4:50
6. Skate – 4:26
7. Angel – 4:44
8. Woman in Me – 1:36
9. Tell Me If You Still Care – 4:45
10. Let's Straighten It Out (featuring Usher) – 4:25
11. Before You Walk Out of My Life – 4:53
12. Now I'm Gone – 4:39
13. Why I Love You So Much – 4:30
14. Never Can Say Goodbye – 5:02
15. Don't Take It Personal (Remix) – 3:50
16. Forever Always – 4:40